# Мэнни Фреш
Байрон Отто Томас (англ. Byron Otto Thomas), более известный под псевдонимом Мэнни Фреш (англ. Mannie Fresh) — американский деятель культуры и продюсер хип-хоп-лейбла звукозаписи Def Jam Recordings и его собственной студии Chubby Boy Records. Также с 1993 по 2005 гг. продюсировал треки звукозаписывающего лейбла Cash Money Records и состоял в хип-хоп дуэте Big Tymers с американским рэпером Birdman.

## Биография
Байрон начал работать с музыкой в девятилетнем возрасте: будучи диджеем в Новом Орлеане, он ставил песни в клубах и на вечеринках. В конце 1980-х парень стал работать с рэпером MC Грегори Ди. Их первый альбом Throwdown вышел в 1987, с продюсированием Мэнни и речитативом Грегори. После встречи с рэпером Брайаном Уильямсом, Байрон получил возможность стать продюсером лейбла звукозаписи Cash Money Records. С помощью Брайана, Байрон написал несколько альбомов для группы Hot Boys, в состав которой входили Лил Уэйн, B.G., Juvenile и Turk. Байрон Томас продюсировал все синглы группы, а также сольные работы её членов. Позже Томас и Уильямс образовали группу Big Tymers под именами Mannie Fresh и Baby aka Birdman соответственно.

## Дискография

### Студийные альбомы
- The Mind of Mannie Fresh (2004)
- Return of the Ballin' (2009)